# Kawasaki ZZ-R 600
Kawasaki ZZR 600 – motocykl firmy Kawasaki zaprezentowany w roku 1989. Do sprzedaży trafił w roku 1990. Był to pierwszy seryjnie produkowany motocykl pojemności 600 ccm, którego silnik osiągnął moc 100 KM.